# 荆棘冠冕 (提香,1576年)

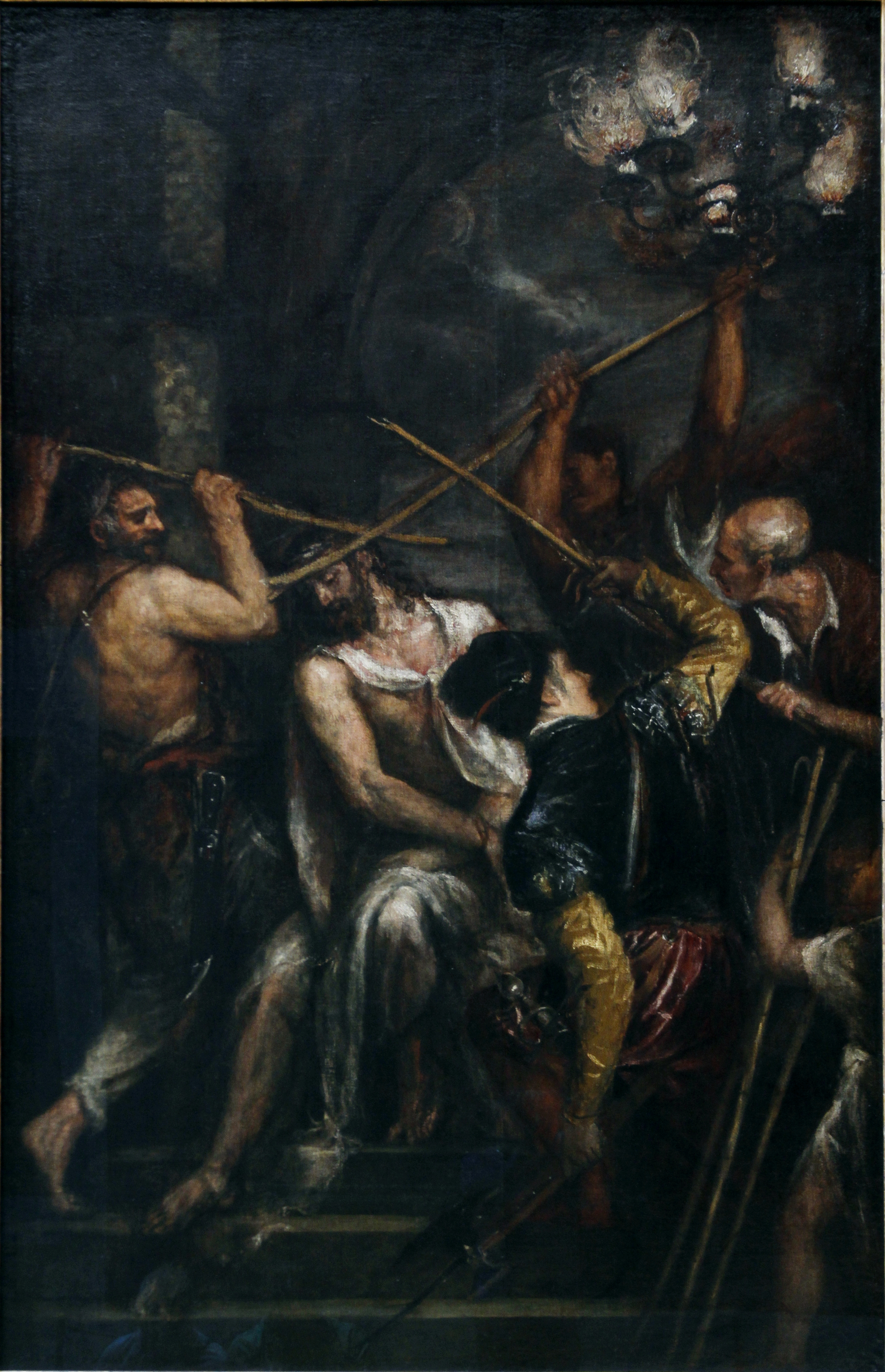
《荆棘冠冕》

《荆棘冠冕》是提香的一幅布面油画，绘制于 1576 年，现藏于慕尼黑老绘画陈列馆。这幅画采用他晚期的典型构图， 可以与他早期 1543 年同一主题的作品进行比较。